# League City
League City è una città degli Stati Uniti d'America situato nella contea di Galveston dello Stato del Texas. La città ha una piccola porzione a nord del Clear Creek all'interno della contea di Harris suddivisa in zone per usi residenziali e commerciali.
La popolazione era di 83.560 persone al censimento del 2010.

## Geografia fisica
League City è situata a 29°29′59″N 95°05′23″W (29.499797, −95.089784), 23 miglia (37 chilometri) a sud est di Houston e la stessa distanza a nord ovest di Galveston.
Secondo lo United States Census Bureau, ha un'area totale di 53,0 miglia quadrate (137,3 km²), di cui 51,3 miglia quadrate (132,8 km²) di terreno e 1,7 miglia quadrate (4,4 km²), o 3,22%, d'acqua.

## Società

### Evoluzione demografica
Secondo il censimento del 2010 c'erano 83.560 persone, 30.192 nuclei familiari e 22.544 famiglie residenti nella città. La densità di popolazione era di 1,596 persone per miglio quadrato (616,2/km²). C'erano 32.119 unità abitative a una densità media di 627,3 per miglio quadrato (241,9/km²). La composizione etnica della città era formata dal 79,5% di bianchi, il 7,1% di neri o African American, lo 0,4% di nativi americani, il 5,4% di asiatici, lo 0,1% di isolani del Pacifico, il 4,7% di altre razze, e il 2,9% di due o più etnie. Ispanici o latinos di qualunque razza erano il 17,3% della popolazione.
C'erano 30.192 nuclei familiari di cui il 40,4% aveva figli di età inferiore ai 18 anni, il 60,3% vedevano coppie sposate conviventi, il 10,2% aveva un capofamiglia femmina senza marito, e il 25,3% erano non-famiglie. Il 20,3% di tutti i nuclei familiari erano individuali, e il 3,8% aveva componenti con un'età di 65 anni o più che vivevano da soli. Il numero di componenti medio di un nucleo familiare era di 2,75 e quello di una famiglia era di 3,20.
La popolazione era composta dal 28,5% di persone sotto i 18 anni, il 7,3% di persone dai 18 ai 24 anni, il 31,6% di persone dai 25 ai 44 anni, il 25,3% di persone dai 45 ai 64 anni, e il 7,3% di persone di 65 anni o più. L'età media era di 34.5 anni. Per ogni 100 femmine c'erano 96,6 maschi. Per ogni 100 femmine dai 18 anni in giù, c'erano 94,4 maschi.
According to the 2007 American Community Survey estimate, il reddito medio di un nucleo familiare era di 78.250 dollari, e quello di una famiglia era di 88.338 dollari. I maschi avevano un reddito medio di 52.366 dollari contro i 34.301 dollari delle femmine. Il reddito pro capite era di 27.170 dollari. Circa il 3,6% delle famiglie e il 4,8% della popolazione erano sotto la soglia di povertà, incluso il 4,9% di persone sotto i 18 anni e il 6,0% di persone di 65 anni o più.